# Laodicea de mar
Laodicea de mar (en llatí Laodiceia ad mare) fou una ciutat de Síria al sud d'Heraclea de Síria, descrita per Estrabó, que diu que tenia un bon port (el port era a una hora de camí de la ciutat) i estava molt ben construïda i rodejada d'un país ric especialment en vins. És la moderna Lataquia o Ladikiyeh i conserva algunes restes de l'antiga ciutat entre elles un arc triomfal. Laodicene fou un districte de Síria, esmentat per Ptolemeu, que tenia per capital i ciutat principal la de Laodicea.
Fou fundada per Seleuc I Nicàtor que li va donar el nom de la seva mare Laodice (com va fer amb altres quatre ciutats més). Herodes el Gran hi va construir un aqüeducte (Flavius Josefus B. J. 1.21.11) del que encara en queden restes. Dolabella, quan va fugir a aquesta ciutat davant Cassius, hi fou assetjat fins a la seva mort i va destruir durant el setge moltes parts de la ciutat (any 43)
Fou capturada als musulmans durant la Primera Croada el 19 de març de 1098 per una flota anglesa al servei de l'emperador Aleix I Comnè, que la va convertir en la base de la seva flota, mentre l'exèrcit musulmà de Kerbogha es dirigia a aixecar el Setge d'Antioquia. Convertida en la darrera fortalesa del principat d'Antioquia, el 22 de març de 1287, les seves defenses van ser malmeses pels efectes d'un terratrèmol, i Qalàwun va aprofitar l'oportunitat per conquerir-la el 20 d'abril, car no estava coberta per les treves amb els llatins.